# Gerry Weber Open 2014
Gerry Weber Open 2014 byl tenisový turnaj pořádaný jako součást mužského okruhu ATP World Tour, který se hrál na otevřených travnatých dvorcích v areálu s centrkurtem Gerry Weber Stadion. Konal se mezi 9. a 15. červnem 2014 v německém Halle jako 22. ročník turnaje.
Turnaj s rozpočtem 809 600 eur patřil do kategorie ATP World Tour 250. Nejvýše nasazeným hráčem ve dvouhře se stal čtvrtý tenista světa Roger Federer ze Švýcarska, který si tak odnesl již sedmou rekordní trofej z tohoto turnaje. Celkově vybojoval 79. singlový titul na okruhu ATP.

## Distribuce bodů a finančních odměn

### Distribuce bodů
| Soutěž  | Vítězové | Finalisté | Semifinalisté | Čtvrtfinalisté | 16 v kole | 32 v kole | Q  | Q3 | Q2 | Q1 |
| ------- | -------- | --------- | ------------- | -------------- | --------- | --------- | -- | -- | -- | -- |
| dvouhra | 250      | 150       | 90            | 45             | 20        | 0         | 12 | 6  | 0  | 0  |
| čtyřhra | 250      | 150       | 90            | 45             | 0         |           |    |    |    |    |

### Finanční odměny
| Soutěž            | Vítězové  | Finalisté | Semifinalisté | Čtvrtfinalisté | 16 v kole | 32 v kole | Q3      | Q2    | Q1 |
| ----------------- | --------- | --------- | ------------- | -------------- | --------- | --------- | ------- | ----- | -- |
| dvouhra           | 128 860 € | 67 865 €  | 36 765 €      | 20 945 €       | 12 340 €  | 7 310 €   | 1 180 € | 565 € |    |
| čtyřhra *         | 39 510 €  | 20 580 €  | 11 150 €      | 6 380 €        | 3 740 €   |           |         |       |    |
| * – částka na pár |           |           |               |                |           |           |         |       |    |

## Dvouhra

### Nasazení hráčů
| Země                            | Hráč            | ATP | Nasazení |
| ------------------------------- | --------------- | --- | -------- |
| Španělsko                       | Rafael Nadal    | 1.  | 1.       |
| Švýcarsko                       | Roger Federer   | 4.  | 2.       |
| Kanada                          | Milos Raonic    | 9.  | 3.       |
| Japonsko                        | Kei Nišikori    | 10. | 4.       |
| Francie                         | Richard Gasquet | 13. | 5.       |
| Rusko                           | Michail Južnyj  | 16. | 6.       |
| Německo                         | Tommy Haas      | 18. | 7.       |
| Polsko                          | Jerzy Janowicz  | 23. | 8.       |
| Žebříček ATP k 26. květnu 2014. |                 |     |          |

### Jiné formy účasti na turnaji
Následující hráči obdrželi divokou kartu do hlavní soutěže:
- Dustin Brown
- Peter Gojowczyk
- Jan-Lennard Struff

Následující hráči postoupili z kvalifikace:
- Pierre-Hugues Herbert
- Andrej Kuzněcov
- Illja Marčenko
- Mate Pavić
  -  Albano Olivetti jako šťastný poražený

### Odhlášení
před začátkem turnaje
- Tommy Haas
- Florian Mayer
- Janko Tipsarević

během turnaje
- Teimuraz Gabašvili
- Lu Jan-sun

## Čtyřhra

### Nasazení párů
| Země                                                                       | Hráč                 | Země          | Hráč                | ATP | Nasazení |
| -------------------------------------------------------------------------- | -------------------- | ------------- | ------------------- | --- | -------- |
| Polsko                                                                     | Łukasz Kubot         | Švédsko       | Robert Lindstedt    | 45. | 1.       |
| Kolumbie                                                                   | Juan Sebastián Cabal | Kolumbie      | Robert Farah Maksúd | 50. | 2.       |
| Nizozemsko                                                                 | Jean-Julien Rojer    | Rumunsko      | Horia Tecău         | 54. | 3.       |
| Mexiko                                                                     | Santiago González    | Spojené státy | Scott Lipsky        | 75. | 4.       |
| Žebříček ATP k 26. květnu 2014; číslo je součtem umístění obou členů páru. |                      |               |                     |     |          |

### Jiné formy účasti
Následující páry obdržely divokou kartu do hlavní soutěže:
- Dustin Brown /  Jan-Lennard Struff
- Marco Chiudinelli /  Roger Federer

### Odhlášení
před začátkem turnaje
- Robert Farah Maksúd
- Andreas Seppi

během turnaje
- Łukasz Kubot

### Skrečování
- Teimuraz Gabašvili

## Přehled finále

### Mužská dvouhra
- Roger Federer vs.  Alejandro Falla, 7–6(7–2), 7–6(7–3)

### Mužská čtyřhra
- Andre Begemann /  Julian Knowle vs.  Marco Chiudinelli /  Roger Federer, 1–6, 7–5, [12–10]